# 侯選
| 姓名           | 侯選              |
| 時代           | 後漢時代          |
| 生没年         | 〔不詳〕          |
| 字・別号       | 〔不詳〕          |
| 本貫・出身地等 | 司隷河東郡        |
| 職官           | 〔不詳〕          |
| 爵位・号等     | -                 |
| 陣営・所属等   | 〔独立勢力〕→曹操 |
| 家族・一族     | 〔不詳〕          |

侯 選（こう せん、生没年不詳）は、中国後漢末期の武将。司隷河東郡の出身。魏書張魯伝に記述がある。
正史では李堪・程銀と同郷で、それぞれ同程度の勢力を有していた。馬超・韓遂・成宜達と同盟を結び反乱を起こしたものの、曹操に敗れて程銀と共に漢中へ逃れた。しかし、後に漢中も曹操の支配下に入ったので、侯選も楊秋に倣って曹操に降り、官爵を得た。
小説『三国志演義』では、韓遂の「手下八部」の一人として登場する。長安を落城させ曹操を苦しめるが、馬超と韓遂が曹操の離間の計にかかり仲違いを起こしたため、他の旗本八旗の生き残り五人と共に韓遂に味方し、馬超と敵対することになる。その後、仲間のうち何人かは馬超との争いで死亡し、韓遂も腕を切り落とされるなど重傷を負うが、侯選は辛くも難を逃れ、楊秋と共に曹操軍へ降伏し列侯に封じられることになっている。